# María de Mattias
Santa María de Mattias (4 de febrero de 1805 – 20 de agosto de 1866) es una santa italiana de la Iglesia católica, fundadora de la orden de los Adoratrices de la Sangre de Cristo.

## Biografía
María De Mattias nació en Vallecorsa en el seno de una familia religiosa. Fue la segunda hija de Giovanni de Mattias y Ottavia de Angelis. Aunque las mujeres en ese tiempo no recibían educación formal, ella aprendió a leer y escribir. En su juventud, se retiró y empezó a enfocar su vida hacia la religión. De todas maneras, a los 16 años comenzó a desviarse de su crianza protegida y a realizar un viaje espiritual que fue inspirado por una visión mística que tuvo. 
Inspirada por el sermón de san Gaspar del Búfalo que visitó su ciudad en 1822, María decidió que dedicaría su vida a la devoción y a la oración. Con su acción misionera evangelizó toda la Chiocharía a lomos de una mula. El 4 de marzo de 1834, bajo la guía de Giovanni Merlini, fundó la Congregación de las Hermanas Adoradoras de la Sangre de Cristo a la edad de 29 años. Durante su vida, la orden estableció más de 70 comunidades en Europa. María De Mattias murió en Roma el 20 de agosto de 1866 y fue enterrada en el Cementerio Verano de Roma.

### Legado
Treinta años después de la muerte de María, empezó su proceso de beatificación. Fue beatificada el 1 de octubre de 1950 por el papa Pío XII y canonizada el 18 de mayo de 2003 por el papa Juan Pablo II.